# Пахоменко, Михаил Арсентьевич
Михаил Арсентьевич Пахоменко (род. 1 января 1938, Красноярский край) — советский и российский актёр театра и кино. Народный артист России (2003).

## Биография
Отец из Витебской губернии, дед — с Черниговщины.
В 1966 году окончил актёрский факультет Дальневосточного института искусств (курс О. И. Старостиной). Играл в театрах Костромы, Могилёва, Красноярска, Рубцовска.
С 1971 года — актёр Калужского областного театра драмы.

## Театральные работы
- Лир — «Король Лир» У. Шекспира
- Шеллоу — «Виндзорские насмешницы» У. Шекспира
- Риккардо — «Неаполь — город миллионеров» Э. Де Филиппо
- Абольянинов — «Зойкина квартира» М. Булгакова
- Аристарх — «Горячее сердце» А. Островского
- Старик — «Стулья» Э. Ионеско
- Генри-Джеймс — «Только любовь!» Ф. Саган
- Сила Грознов — «Правда — хорошо, а счастье лучше» А. Островского
- Васков — «А зори здесь тихие» Б. Васильева
- Земляника — «Ревизор» Н. Гоголя
- Платон Зыбкин — «Правда хорошо, а счастье лучше» А. Островского
- Тишка — «Ивушка неплакучая» М. Алексеева
- Илья — «Касатка» А. Толстого
- Фарятьев — «Фантазии Фарятьева» А. Соколовой
- Шут — «Василиса Мелентьева» А. Островского
- Царь Берендей — «Снегурочка» А. Островского
- Робинзон — «Бесприданница» А. Островского
- Вася Кузякин — «Любовь и голуби» В. Гуркина
- Гаев — «Вишнёвый сад» А. Чехова
- Сорин — «Чайка» А. Чехова
- Лебедев — «Иванов» А. Чехова
- Чебутыкин — «Три сестры» А. Чехова
- Швохнев — «Игроки» Н. Гоголя
- Князь К. — «Дядюшкин сон» по Ф. Достоевскому

## Фильмография
- 1980: Крах операции «Террор» (эпизод)
- 1984: Потерялся слон (эпизод)
- 1988: Вы чьё, старичьё? (Касьян Глушков)
- 1989: Оно (Евсеич)
- 1989: Под ступеньками (Яков Дерябин)
- 1989: Савраска (возница)
- 1990: Волки в зоне
- 1990: Час оборотня (Ковалёв)
- 1995: Ночь и день
- 1997: Бег от смерти (Алексей)
- 1999: Ворошиловский стрелок (доминошник)
- 2003: Прощальное эхо (Игнашевич)
- 2005: Долгие встречи
- 2007: Юнкера (поэт Миртов)
- 2007: Невечерняя (Лев Николаевич Толстой)
- 2010: Око за око (Евгений Павлович Адамов)
- 2010: Толстой глазами кино (играет сам себя)
- 2015: Тихий Дон (дед с молитвой)

## Награды и признание
- Заслуженный артист РСФСР (1987)
- Почётный гражданин Калуги (1999)[2]
- Народный артист России (2003)
- XVIII Международный фестиваль актёров кино «Созвездие-2010» — лучшая мужская роль (Око за око)[3]
- «Золотая маска» в номинации «За выдающийся вклад в развитие театрального искусства» (2012)[4]

## Семья
Жена — актриса Тамара Евгеньевна Глеклер. Двое детей: Надежда, Инга.